# Estación Camps
Estación Camps o Camps es una localidad y centro rural de población con junta de gobierno de 3ª categoría del distrito Isletas del departamento Diamante, en la provincia de Entre Ríos, República Argentina. Lleva el nombre de su estación de ferrocarril.
La población de la localidad, es decir sin considerar el área rural, era de 59 personas en 1991 y de 59 en 2001. La población de la jurisdicción de la junta de gobierno era de 367 habitantes en 2001.
Los límites jurisdiccionales de la junta de gobierno fueron establecidos por decreto 3983/1985 MGJE del 3 de octubre de 1985.

## Estación ferroviaria
El 30 de junio de 1875 se habilitó la conexión ferroviaria a través de la línea que luego se integraría en el Ferrocarril General Urquiza con las ciudades de Paraná, Nogoyá y Rosario del Tala.
Durante el gobierno justicialista de Carlos Menem, los ramales de Entre Ríos fueron abandonados. En 2002 el gobernador Sergio Montiel reacondicionó y puso en marcha los primeros ramales de la provincia. A partir de marzo de 2010, el tren volvió a unir Concepción del Uruguay y Paraná pasando por 24 localidades entrerrianas. El servicio cuenta con dos frecuencias semanales.
El 19 de diciembre de 2009 se realizó un viaje de prueba con la presencia del gobernador de la provincia Sergio Urribarri. 
Fue la primera vez en 18 años que vuelve a pasar el tren en el Apeadero Camps.